# یو اس ایرویز

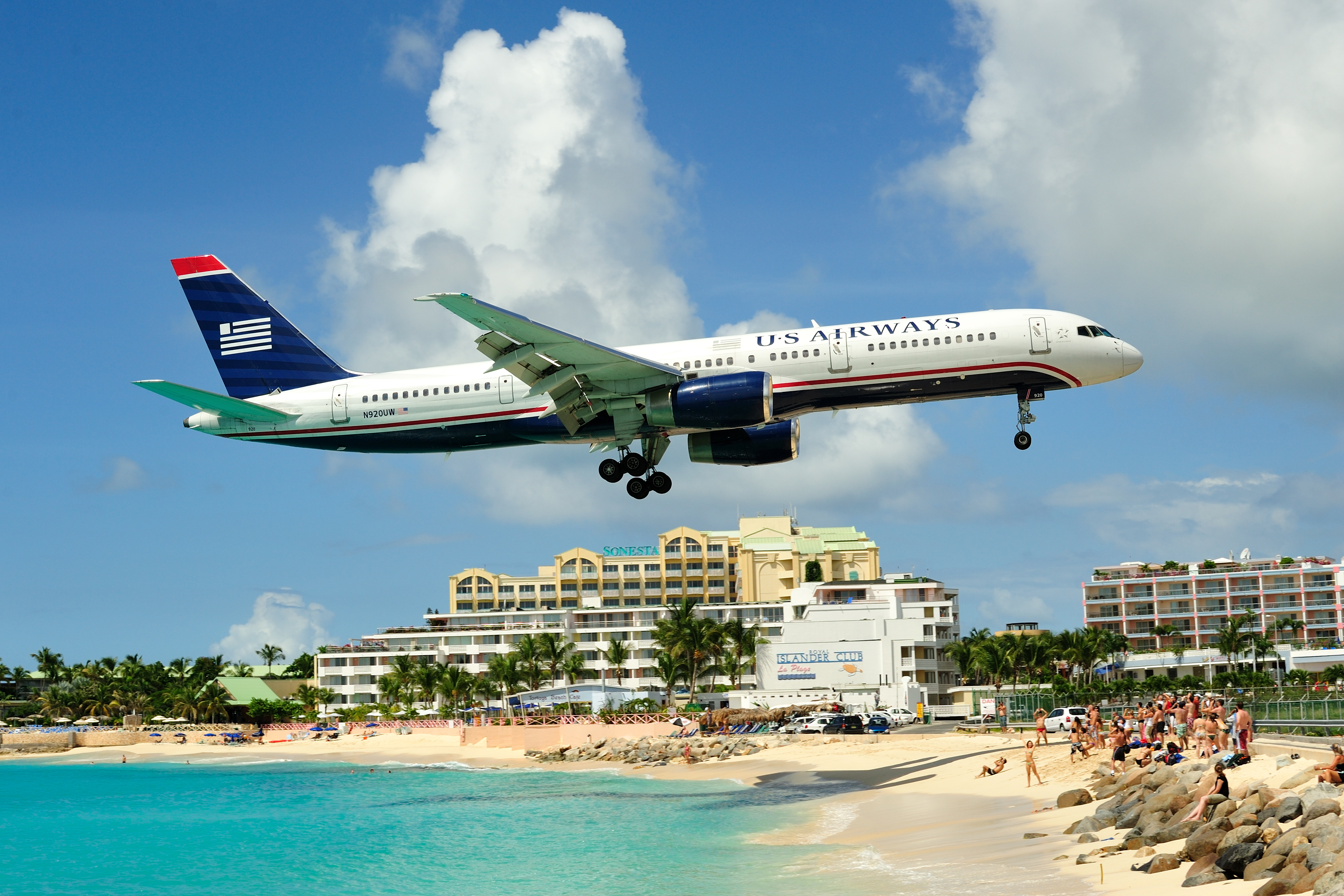
یک فروند هواپیما متعلق به یو اس ایرویز

هواپیمایی یو اس ایرویز (به انگلیسی: US Airways) یک شرکت هواپیمایی در ایالات متحده آمریکا است. این شرکت در آریزونا واقع است. یو اس ایرویز ششمین شرکت هواپیمایی از لحاظ ترافیک هوایی است.
در دسامبر سال ۲۰۱۳، روند ادغام " امریکن ایرلاینز " و " یواس ایرویز " کامل شد و از این پس، بنام " امریکن ایرلاینز " شناخته می‌شوند؛ شرکت جدید، بیش از ۱۰۰ هزار کارمند دارد و روزانه ۶۷۰۰ پرواز به ۳۳۰ مقصد واقع در بیشتر از ۵۰ کشور جهان خواهد داشت.

## نگارخانه

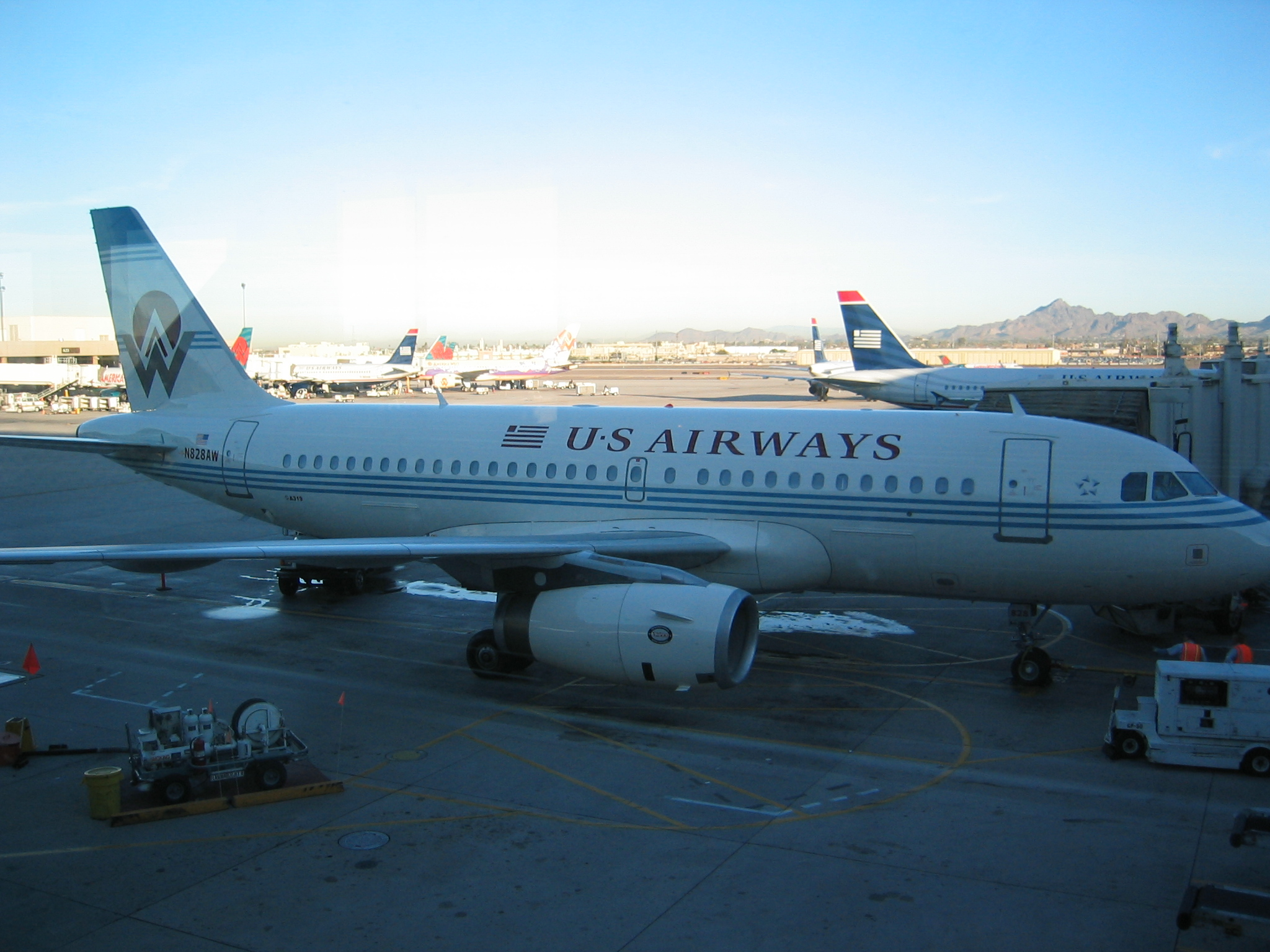
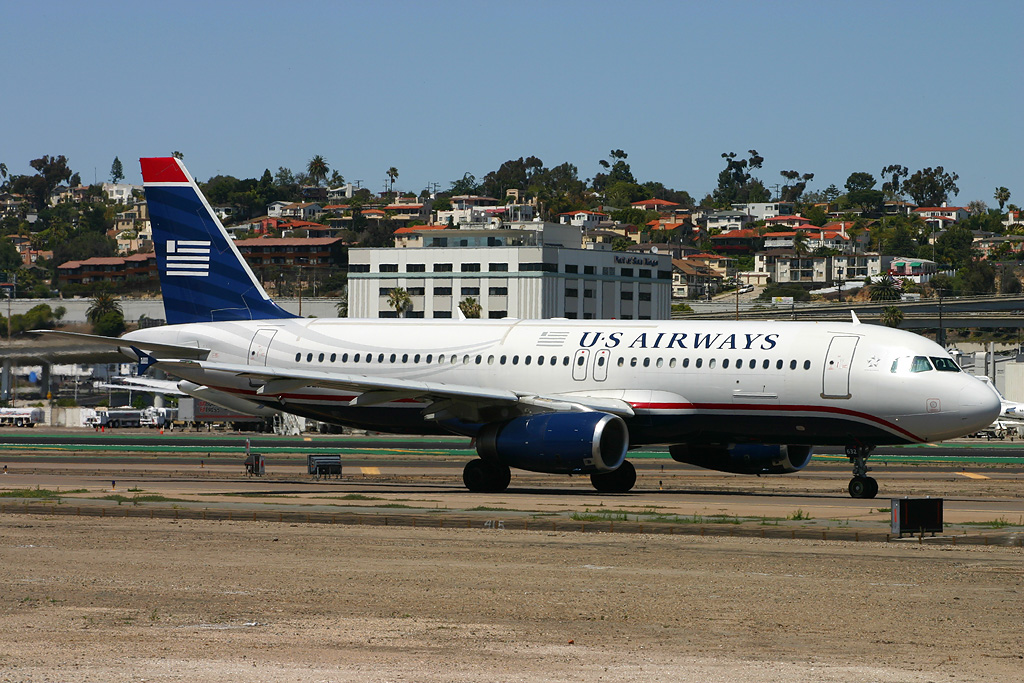
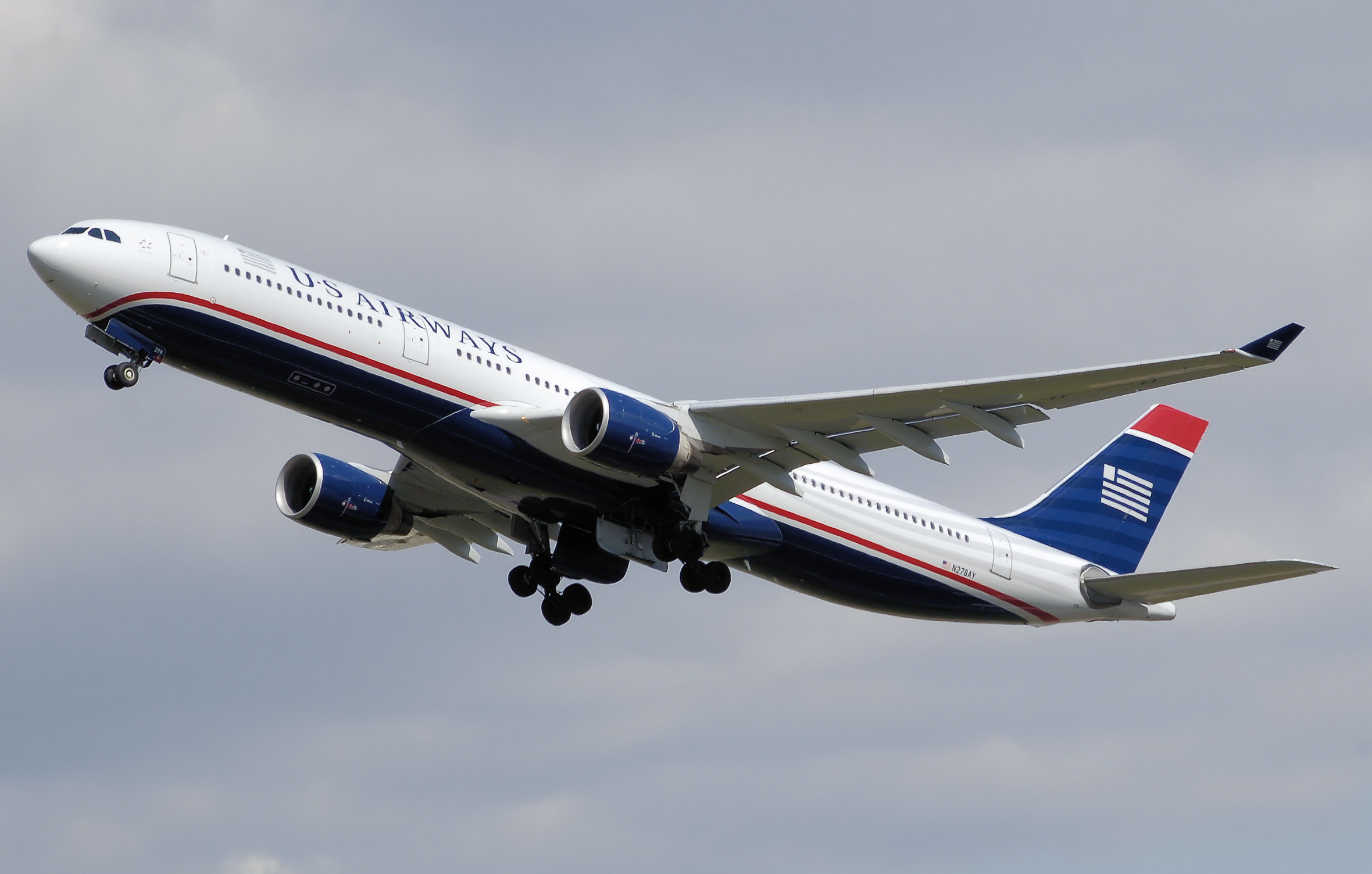
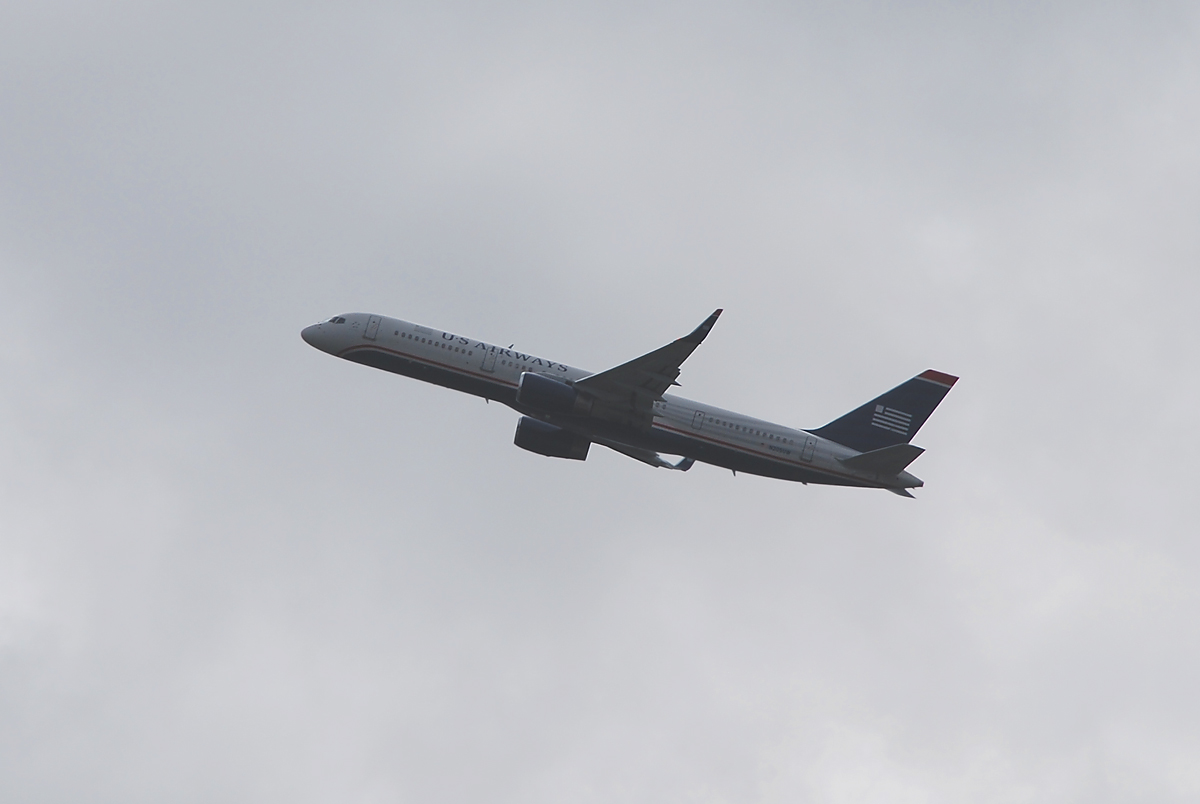
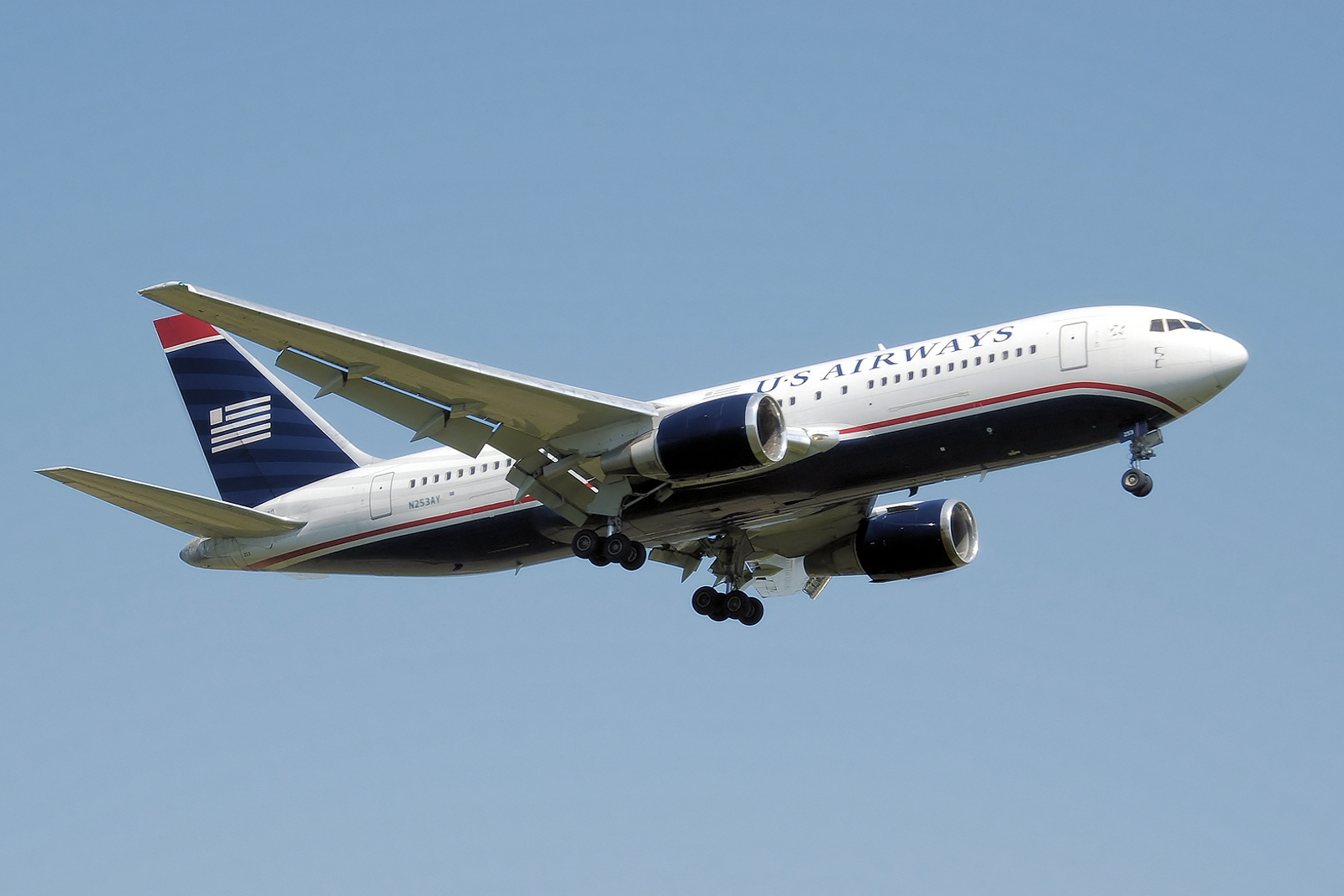
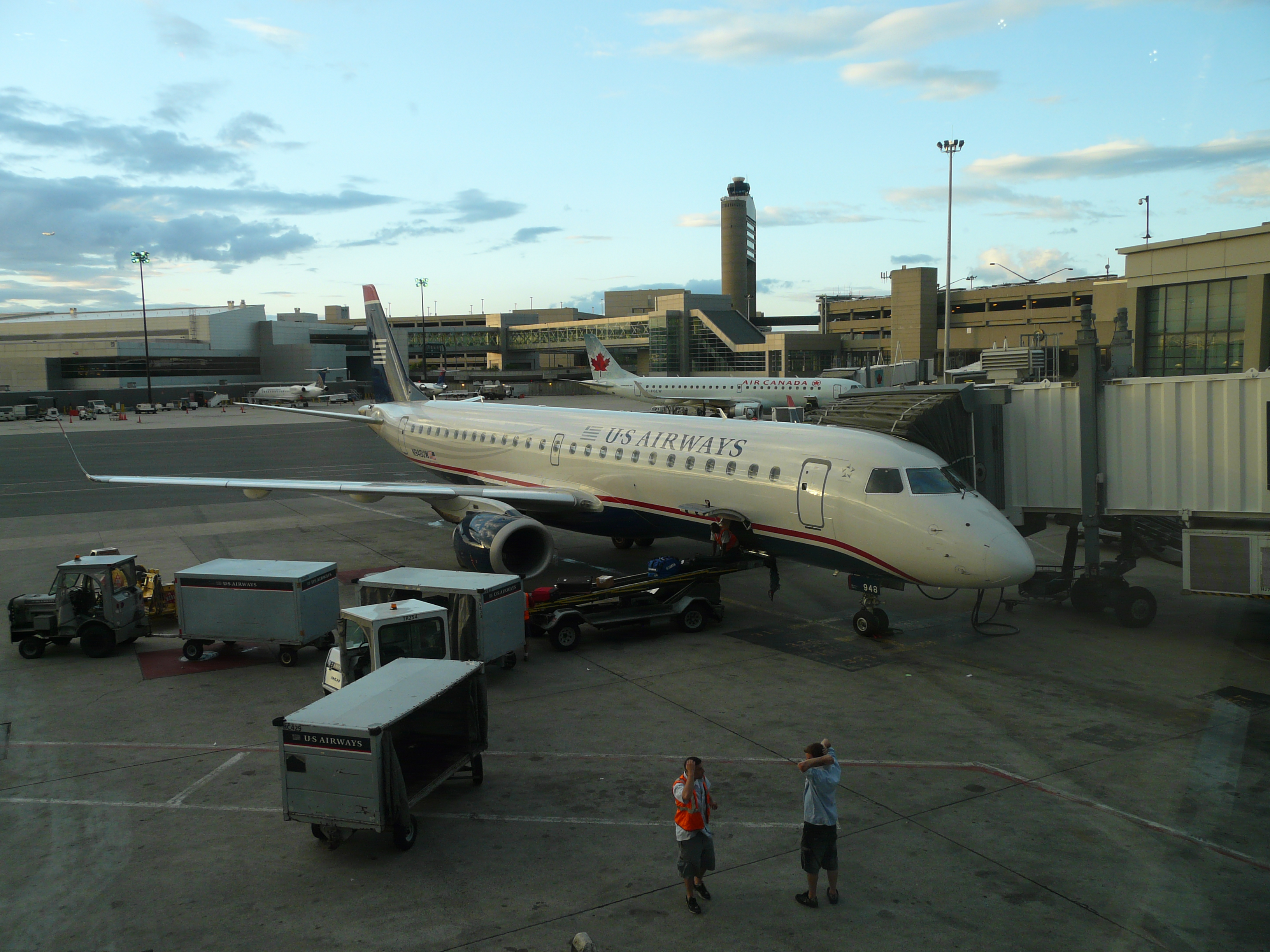